# Slättberg-Långträsket
Slättberg-Långträsket är en sjö i Bodens kommun i Norrbotten och ingår i Råneälvens huvudavrinningsområde. Sjön har en area på 0,105 kvadratkilometer och ligger 158 meter över havet. Slättberg-Långträsket ligger i Råneälven Natura 2000-område.

## Delavrinningsområde
Slättberg-Långträsket ingår i det delavrinningsområde (735883-177740) som SMHI kallar för Utloppet av Stenträsket. Medelhöjden är 163 meter över havet och ytan är 4,66 kvadratkilometer. Det finns inga avrinningsområden uppströms utan avrinningsområdet är högsta punkten. Vattendraget som avvattnar avrinningsområdet har biflödesordning 4, vilket innebär att vattnet flödar genom totalt 4 vattendrag innan det når havet efter 76 kilometer. Avrinningsområdet består mestadels av skog (87 procent). Avrinningsområdet har 0,29 kvadratkilometer vattenytor vilket ger det en sjöprocent på 6,1 procent.